# Чалий Кирило Олександрович
Кирило Олександрович Чалий (народився 20 вересня 1969 року в м. Київ) — відомий учений у галузі медичної фізики та медичної інформатики, доктор фізико-математичних наук, доктор філософії в галузі інженерії (Японія), професор. Академік АН ВШ України з 2016 року за загальнотехнічним науковим відділенням. 

## Життєпис
Народився 20 вересня 1969 року у м. Києві.
У 1993 році закінчив фізичний факультет (кафедра молекулярної фізики) Київського національного університету імені Тараса Шевченка та продовжив навчання в аспірантурі.
У 2012 році здобув другу вищу освіту на фармацевтичному факультеті Національного медичного університету імені О. О. Богомольця.
В 1997 році здобув науковий ступінь кандидата фізико-математичних наук (науковий керівник — академік НАН та АН ВШ України, професор Л. А. Булавін).
В 1997 році здобув стипендію Міністерства науки і освіти Японії. Пройшов навчання в Національному університеті електронних комунікацій (м. Токіо) та на факультеті біологічної та хімічної інженерії Національного університету Гунма (м. Кірю, Японія). Там, в 2001 році, захистив дисертацію (англійською мовою) та здобув науковий ступінь доктора філософії (Ph.D.) в інженерії.
В 2006 році, після проходження докторантури в Київському національному університеті імені Тараса Шевченка, здобув науковий ступінь доктора фізико-математичних наук за спеціальністю теплофізика та молекулярна фізика (науковий керівник — академік НАН та АН ВШ України, професор Л. А. Булавін).
З 1998 по 2009 рік працював в Національній медичній академії післядипломної освіти імені П. Л. Шупика на посадах доцента (1998—2007) та професора (2007—2009) кафедри медичної інформатики.
В 2002 році отримав вчене звання «доцент» кафедри медичної інформатики.
В грудні 2009 року переведений в НМУ імені О. О. Богомольця для продовження роботи на посаді професора кафедри медичної і біологічної фізики.
В 2011 році отримав вчене звання «професор» кафедри медичної та біологічної фізики.
З червня 2010 року по грудень 2014 року виконував обов'язки начальника відділу комп'ютерних технологій навчання і дистанційної освіти НМУ імені О. О. Богомольця.
Провів дослідження рівноважних та нерівноважних властивостей широкого класу мезомасштабних рідинних систем, включаючи медикобіологічні об'єкти. Обґрунтував системно-синергетичне поєднання традиційних та інноваційних технологій навчання природничих та інформатичних дисциплін у вищій медичній школі України.
Автор понад 150 наукових публікацій, серед яких 30 колективних монографій. Бере участь в роботі наукових конференцій в Україні, США, Японії, Франції, Німеччині, Голландії, Чехії. Підготував (у співавторстві) 18 підручників та навчальних посібників. Підготував 2 кандидатів наук. Здійснює наукове консультування 1 докторської дисертації та керівництво підготовкою 2 кандидатських дисертацій.
Має 45 публікацій, що проіндексовані Scopus, та значення h-індекс 4. В Google Scholar — h-індекс 4, а публікацій 48.
Викладає державною та англійською мовами дисципліни «Медична та біологічна фізика», «Вища математика та статистика», «Медична інформатика», «Інформаційні технології у фармації».
Відповідальний секретар науково-практичного журналу «Медична інформатика та інженерія», який включено до Переліку наукових фахових видань України (медичні та біологічні науки) та до міжнародних бібліографічних баз Index Copernicus, Ulrichsweb, Directory of Open Access Journals та Google Scholar.
Член редакційної колегії науково-практичного журналу «Медична наука України», який внесений до Переліку наукових фахових видань України (медичні науки).
Член Комісії з питань біоетичної експертизи та етики наукових досліджень при Національному медичному університеті імені О. О. Богомольця.
Лауреат нагороди Ярослава Мудрого Академії наук вищої школи України в галузі науки і техніки (2019).
Подяка Вченої ради Національного медичного університету імені О. О. Богомольця (2019).
Лауреат Премії Національної академії наук України для молодих учених за дослідження явищ впорядкування в просторово-обмежених системах (2002).
Стипендіат Міністерства науки і освіти Японії (1998—2001).

## Наукові інтереси
Наукові інтереси та напрями досліджень також включають статистичний аналіз даних медичних досліджень, педагогіку медичної освіти та фармацію.

## Місце роботи, посада
Національний медичний університет імені О. О. Богомольця, професор кафедри медичної і біологічної фізики та інформатики.